# Salamanca (Madrid)
Salamanca è uno dei distretti in cui è suddivisa la città di Madrid, in Spagna. Viene identificato col numero 4.

## Geografia fisica
Il distretto si trova a nord-est del centro della città ed è delimitato ad ovest dal Paseo de Recoletos e dal Paseo de la Castellana, a sud dalla Calle de Alcalá e Calle O'Donnell, a est da Avenida de la Paz e a nord dalla Calle María de Molina e da Avenida de América. Copre 540,742 ettari.

### Suddivisione
Il distretto è suddiviso amministrativamente in 7 quartieri (Barrios):
- Castellana
- Fuente del Berro
- Goya
- Guindalera
- Lista
- Parque de las Avenidas
- Recoletos